# 中國派對文化
中國派對文化控股有限公司，簡稱中國派對文化控股，以及中國派對文化（英語：China Partytime Culture Holdings Limited，港交所：1532），在2004年，由陳聖弼（主席）和陳聖冠兄弟，於浙江省義烏市（主要廠房）成立「義烏市絲黛文化創意有限公司」。
其現時總部位於中國江西省宜春市宜春經濟技術開發區，業務在全球經營设计、开发、生产、销售及营销角色扮演产品（包括角色扮演服饰及角色扮演假发）及非角色扮演服饰（包括性感内衣）。
股份則在2015年10月16日於港交所主板上市。集資額為1.63億港元，全球發售為1.88億股，招股價為1.03港元，主要用作為興建新廠房擴大產能、興建數據中心和營運資金。

## 外部連結
- partytime.com.cn（页面存档备份，存于）